# Kadakol, Jamkhandi
Kadakol là một làng thuộc tehsil Jamkhandi, huyện Bagalkot, bang Karnataka, Ấn Độ.